# 大丸昭典
大丸 昭典 (だいまる あきのり、1949年 - ) は、日本の政治家。自由民主党所属。大阪市会議員、大阪市議会議長、大阪市選挙管理委員会委員長を歴任。旭日小綬章受章者。

## 経歴
大阪市会議員となり、2001年 (平成13年) 5月31日から2002年6月6日までは第97代市会議長を務めた。その後も2003年、2007年の選挙は当選したものの、2011年、2015年はいずれも次点で落選した。その後は同市選挙管理委員を務め、「大阪市を廃止し特別区を設置することについての投票」においては同委員長として迎え、衆議院解散による影響について「経費削減や選挙従事者の負担を考えれば衆院選と同日がベター」と指摘した。

## 選挙歴
- 2003年4月 大阪市会議員選挙 阿倍野区選挙区 (定数4) で2位当選[3]
- 2007年4月 大阪市会議員選挙  阿倍野区選挙区 (定数4) で3位当選[4]
- 2011年4月 大阪市会議員選挙  阿倍野区選挙区 (定数4) で5位落選[5]
- 2015年4月 大阪市会議員選挙  阿倍野区選挙区 (定数4) で5位落選[6]

## 栄典
- 2020年11月 令和2年秋の叙勲で旭日小綬章を受章[2]
- 藍綬褒章